# Polícrit de Mendes
Polícrit de Mendes (en llatí Polycritus, en grec antic Πολύκριτος) fou un historiador grec nadiu de Mendae a Sicília que va viure al segle iv aC.
Va escriure una obra sobre el tirà de Siracusa Dionís el Vell, a la que fa referència Diògenes Laerci. Aristòtil també esmenta una obra de Polícrit sobre afers sicilians escrita en vers. Podria ser el mateix Polícrit del que Estrabó i Plutarc diuen que va escriure una obra sobre Orient, i usat com a font per Plini el Vell en tres dels llibres de la seva obra Naturalis Historia.